# Bloody Mary (filme)
Bloody Mary é um filme de terror produzido nos Estados Unidos, dirigido por Richard Valentine e lançado em 2006.